# Tuperssuatsiaíta
La tuperssuatsiaíta es un mineral de la clase de los filosilicatos, y dentro de esta pertenece al llamado “grupo de la palygorskita”. Fue descubierta en 1984 en la bahía de Tuperssuatsiat, en Groenlandia (Dinamarca), siendo nombrada así por esta localidad. Sinónimos poco usados son: tuperssvatsiaita o IMA1984-002.

## Características químicas
Es un silicato hidroxilado e hidratado de sodio y de hierro. Tiene estructura molecular de filosilicato con anillos de seis tetraedros de sílice, conectados mediante anillos de octaedros o bandas de octaedros.
Además de los elementos de su fórmula, suele llevar como impurezas: potasio, magnesio, calcio, manganeso, cinc, aluminio, titanio, flúor y cloro.

## Formación y yacimientos
Se forma en la última etapa hidrotermal de baja temperatura en vetas cortando rocas sienitas con nefelina y en rocas pegmatitas sienitas con sodalita y nefelina. También se ha encontrado en cavidades microlíticas en fonolita.
Suele encontrarse asociado a otros minerales como: natrolita, albita, ortoclasa, egirina, sodalita, steenstrupina-(Ce), microclina, eudialita, bastnasita, makatita, villiaumita, titanita, apofilita, analcima o aragonito.